# Anschlussmotivation
Als Anschlussmotivation wird jene Motivation verstanden, die das soziale Leben in Gruppen regelt und ein natürliches Bedürfnis des Menschen nach Anschluss und die Furcht vor Zurückweisung darstellt.

## Ursprung sozialer Bindungen
Grundlegend für die Entwicklung von sozialen Bindungen bzw. Beziehungen wird in der Forschung die Ausbildung verschiedenartiger Verhaltenssysteme angeführt, welche letztendlich die Fortpflanzung sichern sollten. Wesentlich für diese evolvierten Systeme ist die Annahme, dass der Organismus auf das Erreichen bestimmter Ziele ausgerichtet wird und somit Handlung und Verhalten bestimmt. Diese Systeme und damit auch die generierten Ziele und Motive stellen einen wesentlichen Bestandteil der menschlichen Natur dar. Daher spricht auch viel dafür, dass die Motive, die das soziale Leben in Gruppen steuern, auf evolvierten Strukturen beruhen. Zu diesen Motiven gehören unterschiedliche Formen der sozialen Bindung wie Kindesliebe, Elternliebe, Gattenliebe oder auch Freundschaften. Diese Motive sind die Basis dafür, den Menschen als „soziales Wesen“ zu bezeichnen.
Entwicklungsgeschichtlich lässt sich der Brutpflege ein als zentrale Notwendigkeit für die Evolution von Bindungsverhalten betrachten. Aus ihr entwickelte sich die erste Form von persönlichen Bindungen. Diese Dauerbindung des Kindes an die Mutter und die dadurch entstehende Familiarisierung sind zentraler Ausgangspunkt für das weitere Aufbauen von Bindungen. Die Notwendigkeit von engen und befriedigenden Bindungen bei einem heranwachsenden Kind lassen sich als biologische Basis für die Anschlussmotivation heranziehen.

## Bindungstheoretische Ansätze
Die Erforschung der Mutter-Kind Bindung erfolgte in mehreren Schritten. So setzte John Bowlby 1958 das Fundament für die biologische Bindungstheorie. Er ging von natürlichen Anreizen aus, die im Zusammensein oder wieder-vereint-werden mit der Mutter liegen. Mutter und Kind sind demnach prädisponiert, Signale zu empfangen und auf sie zu reagieren. So entsteht im ersten Lebensjahr die erste individualisierte Bindung.
Differenzierter wurde dahingehend von Mary Ainsworth 1978 geforscht. Mit Hilfe des Fremde-Situations-Test wurde die Qualität der Mutter-Kindbindung bestimmt. Die vier Typen, in welche die Qualitäten unterteilt wurden, waren:
- der sichere Bindungstyp
- der unsichere Bindungstyp
- der vermeidende Bindungstyp und
- der ambivalente Bindungstyp[4]

Unabhängig von den Ursachen der Typen lassen sich eine Reihe von Gemeinsamkeiten zu hoch oder niedrig anschlussmotivierten Erwachsenen sehen.

## Forschung zur Anschlussmotivation
Die Forschung in Hinblick auf die Anschlussmotivation beginnt 1938, bei den ersten Definitions- und Messversuchen von Henry Murray. Er klassifizierte Bedürfnisse im Zusammenhang mit Motiven, wobei eins davon das höhere allgemeine soziale Bedürfnis, das Hingezogen sein zu anderen Menschen war. Diesem untergeordnet ist das Bedürfnis nach Anschluss. Als mögliche Ziele benannte er folgende: anderen Nahe zu sein, zu kooperieren, sich auszutauschen und mit anderen befreundet sein. Anschlussthematische Handlungen wären dabei: Bekanntschaften machen, andere erfreuen, die Kränkung anderer vermeiden und guten Willen und Zuneigung zeigen. Die dabei involvierten Emotionen sind Vertrauen, Empathie, Liebe und Sympathie.
Aus historischer Perspektive hinsichtlich der Forschung zur Anschlussmotivation lassen sich zwei Phasen erkennen.

### Phase 1
Die erste Phase war geprägt von der Annahme, dass das Anschlussverhalten mit den Anschlussbedürfnissen variiert. Erst Furcht und Unsicherheit wecken das Anschlussbedürfnis. Als Grundlage hierfür wurde das Triebreduktionsmodell von Clark Hull herangezogen.
Als zentrales Ziel des Anschlussverhaltens sahen die Forscher die Reduktion von Furcht oder Unsicherheit.

### Phase 2
In der 2. Phase der Forschung wurde, im Gegensatz zur ersten, der Fokus nicht auf die meidende, nämlich der Angst vor Zurückweisung, sondern auf die aufsuchende Komponente „Hoffnung auf Anschluss“ gelegt.
Hier wurde durch ein TAT-ähnliches Verfahren herausgefunden, dass bei beliebten Personen die aufsuchende Komponente höher ausgeprägt ist und die meidende Komponente niedriger als bei unbeliebten Personen.

## Hoffnung auf Anschluss
Hoffnung setzt sich aus zwei Teilen zusammen. Es gibt die kognitive und die emotionale Seite. So kann Hoffnung als besonderer Emotionszustand verstanden werden und somit der Leiter des motivierten Erleben und Handelns.
Auf der kognitiven Seite ist Hoffnung eine Mischung aus verschiedenen Erwartungstypen.
Diese sind:
- Situations-Ergebnis-Erwartung: Wie wahrscheinlich ist es, dass ohne Zutun das erwünschte Ergebnis entsteht?
- Handlungs-Ergebnis-Erwartung: Wie wahrscheinlich ist es, dass mein Handeln zum erwünschten Ergebnis führt?
- Ergebnis-Folge-Erwartung: Wie wahrscheinlich ist es, dass das Ergebnis zu den gewünschten Folgen führt?

Zur Differenzierung von hoch oder niedrig anschlussmotivierter Personen sind nur die beiden ersten Erwartungstypen geeignet. So erwarten hoch anschlussmotivierte Personen eine Situation eher geeignet für eine Kontaktaufnahme und fühlen sich wohler in ihr. Auch empfinden sie dies in mehr Situationen als jene mit geringer Anschlussmotivation.
Beim zweiten Erwartungstyp hat auch der höher motivierte eher die Erwartung, dass sein Handeln zu dem erwarteten Ziel, nämlich Anschluss zu finden, führt.
Hinsichtlich den Emotionen lässt sich sagen, dass die höheren Erwartungen von positiven Emotionen begleitet werden wie Selbstsicherheit und Entspannung. Sowohl aus der positiven Erwartung als auch aus den positiven Emotionen folgt ein zielangemesseneres Verhalten als bei Personen mit niedriger Motivation.
Ein anderes Merkmal für hoch anschlussmotivierter Personen ist die emotionale Reaktion bei  Annahme oder Zurückweisung in einer Gruppe. Diese Personen reagieren Stärker in Form von Freude oder auch Hilflosigkeit. Je geringer die Anschlussmotivation, desto „gleichgültiger“ fällt die Reaktion aus.
Merabian und Ksionsky listen folgende Merkmale für hochmotivierte Personen auf:
- sie sehen andere sich selbst ähnlicher
- sie sehen andere in einem besseren Licht
- sie mögen andere mehr
- sie werden mehr von anderen gemocht
- sie wirken durch ihre freundliche Art ansteckend
- sie haben mehr Zuversicht und angenehme Gefühle im Umgang mit anderen
- sie treffen im sozialen Kontext Verhaltensentscheidungen zielangemessener
- sie reagieren auf Anerkennung und Zurückweisung sehr spezifisch

## Furcht vor Zurückweisung
Der Gegensatz zur Hoffnung auf Anschluss ist die Furcht vor Zurückweisung. Diese Personen haben eine niedrige Handlungs-Ergebnis-Erwartung. Daraus folgt ein genereller Zweifel an der Wirksamkeit des Anschlusshandelns. Auch sind sie eher bereit, unklare und mehrdeutige Signale des Gesprächspartners als Zurückweisung zu empfinden. Auch hier reagieren die Personen mit einer hohen Furcht vor Zurückweisung bei Zurückweisung hoch emotional. Dies äußert sich in Hilflosigkeit, Müdigkeit und Verzweiflung.
Weitere Merkmale für hohe Furcht vor Zurückweisung
- sie fühlen sich in sozialen Situationen überfordert
- sie sind in sozialen Situationen weniger zuversichtlich, sondern eher verspannt und ängstlich
- sie sehen sich selbst als unbeliebter und einsamer
- sie haben weniger soziales Geschick
- sie zeigen intensive emotionale Reaktionen
- sie zeigen niedrige Handlungs-Ergebnis-Erwartung

## Messung des Anschlussmotives
Um das Anschlussmotiv messen zu können, wurden verschiedene Testverfahren entwickelt, um zu konkreten Kennwerten zu gelangen und die Ausprägung des Anschlussmotives zu erkennen und zu analysieren.

### Thematischer Auffassungstest (TAT)
Während des TAT-Testes müssen die Probanden Fantasiegeschichten erzählen, die auf vorgegebenen, mehrdeutigen Bildern basieren. So will man die Stärke eines Motivs messen.
Ausgewertet werden die Aussagen nach einem spezifischen Inhaltsschlüssels. Wenn der Inhaltsschlüssel ergibt, dass ein Anschlussmotiv vorliegt, wird die Geschichte weiter mit Kennwerten analysiert und berechnet.
Diese Art des Vorgehens wird heute als projektiv bezeichnet und ergibt eine implizite Messung.

### Fragebogen
In den 1970er Jahren wurde neben dem TAT-Test eine andere Form der Messung erstellt. Hierbei arbeitet man mit Fragebögen, welche zu einer Selbsteinschätzung der Probanden führt. Dadurch werden die Kennwerte explizit erhoben.
Der Fragebogen von Mehrabian 1974 wurde theoriegeleitet entwickelt, das heißt, dass die Fragebögen auf der Vorstellungen der beiden unterschiedlichen Tendenzen des Anschlussmotives basieren. Er nennt sie „affiliative tendency“ (Anschlusstendenz; R1) und „sensitivity to rejection“ (Sensibilität für Zurückweisung; R2).
Die Fragebögen fordern eine Vorhersage über das Verhalten in Situationen mit nicht näher bekannten Personen. So lässt sich hier die generelle Erwartung der Probanden erkennen.
Die Auswertung des Testes auf der Grundlage der zwei Tendenzen (R1/R2) und ergeben vier verschiedene Typen des Anschlussmotives:

#### Typen des Anschlussmotives
1. Typ: R1 hoch & R2 niedrig : In den meisten Situationen werden die eigenen Anschlussbedürfnisse befriedigt.
2. Typ: R1 niedrig & R2 hoch: In den meisten Situationen bleiben die eigenen Anschlussbedürfnisse unbefriedigt.
3. Typ: R1 niedrig & R2 niedrig: Die meisten Situationen haben einen geringen positiven oder negativen anschlussthematischen Bekräftigungswert.
4. Typ: R1 hoch & R2 hoch: Die eigenen Anschlussbedürfnisse werden entweder Befriedigt oder zurückgewiesen.
Die verschiedenen Typen sind ein Entwicklungsergebnis, welches auf die Bekräftigungen in sozialen Interaktionen schließen lässt, die der Proband in der Kindheit erfahren hat.